# MO25
MO25 – białko wchodzące w skład kompleksu LKB1-STRAD-MO25. Jest niezbędne dla pełnej aktywności biologicznej kinazy LKB1. Kodowane jest przez gen CAB39 (Calcium binding protein 39).